# Marquinhos (Fußballspieler, 1994)
Marquinhos (* 14. Mai 1994 in São Paulo; bürgerlich Marcos Aoás Corrêa) ist ein brasilianischer Fußballspieler, der auch die Staatsbürgerschaft Portugals besitzt. Der Innenverteidiger steht bei Paris Saint-Germain unter Vertrag und spielt für die brasilianische Nationalmannschaft.

## Karriere

### Verein
Marquinhos entstammt der Jugend vom SC Corinthians und gehörte ab 2012 der ersten Mannschaft an. Ein halbes Jahr später ging er nach Italien in die Serie A zur AS Rom. Am 16. September 2012 debütierte er in der Serie A bei der 2:3-Niederlage am dritten Spieltag gegen den FC Bologna, als er 14 Minuten vor Spielende für Iván Piris eingewechselt wurde. In seiner ersten Spielzeit für die Römer kam er zu 24 Einsätzen, dabei blieb ihm ein Torerfolg verwehrt. Des Weiteren kam er zu vier Einsätzen in der Coppa Italia, in der die AS Rom das Endspiel gegen den Stadtrivalen Lazio verlor.
Zur Saison 2013/14 wechselte Marquinhos in die Ligue 1 zu Paris Saint-Germain. Er unterschrieb einen Fünfjahresvertrag bis zum 30. Juni 2018. Seinen Einstand für die Pariser absolvierte er am 17. September 2013 beim 4:1-Sieg im Auftaktspiel in der Gruppenphase der Champions League bei Olympiakos Piräus in der Anfangsformation; in der 86. Minute erzielte er den vierten Treffer der Pariser. Fünf Tage später kam er zu seinem Debüt in der Ligue 1 beim 1:1 am sechsten Spieltag gegen die AS Monaco. Am 28. September 2013 erzielte er sein erstes Tor in der Ligue 1 beim 2:0-Sieg am achten Spieltag gegen den FC Toulouse mit dem Tor zum 1:0. In seiner ersten Spielzeit für Paris Saint-Germain kam er in 21 Spielen zum Einsatz und erzielte zwei Tore, zum Ende der Saison stand der Gewinn der französischen Meisterschaft. In der Champions League kam er zu acht Einsätzen und drei Toren und schied mit den Parisern im Viertelfinale gegen den FC Chelsea aus, im Coupe de France schied Paris Saint-Germain im Sechzehntelfinale gegen HSC Montpellier aus. Auch in der Folgesaison sowie in der Spielzeit 2015/16 war in der Königsklasse in der Runde der letzten Acht Endstation, im französischen Pokal war Paris SG siegreich und auch die Meisterschaft konnte errungen werden. In der Folgespielzeit gewann Marquinhos mit den Parisern lediglich den französischen Pokal, in der UEFA Champions League schied Paris Saint-Germain im Achtelfinale trotz eines 4:0-Hinspielsieges mit einem 1:6 im Rückspiel gegen den FC Barcelona aus. In der Liga musste man im Meisterschaftskampf der AS Monaco den Vortritt lassen. In den nächsten beiden Spielzeiten wurde Paris Saint-Germain wieder französischer Meister. In der Champions League schieden die Pariser im Achtelfinale gegen Real Madrid beziehungsweise Manchester United aus, 2018 gewann Marquinhos mit Paris Saint-Germain gegen den Drittligisten Les Herbiers den Coupe de France, ein Jahr später verlor man das Finale gegen Stade Rennes. Dabei war Marquinhos in jeder Spielzeit in der Stammelf gesetzt.

### Nationalmannschaft
Marquinhos wäre für die portugiesische Nationalmannschaft spielberechtigt gewesen. Im Oktober 2013 später wurde er von Trainer Luiz Felipe Scolari für den Kader für zwei Testspiele im November in den Kader der brasilianischen Nationalmannschaft berufen. Am 17. November 2013 gab Marquinhos beim 5:0-Sieg in Miami gegen Honduras sein Debüt, als er kurz vor Schluss für David Luiz eingewechselt wurde. Im Aufgebot zur WM 2014 in Brasilien fand er keine Berücksichtigung. Im September 2014 kehrte Marquinhos unter dem neuen Trainer Carlos Dunga in die Seleção zurück. Anfang Mai 2015 wurde er in den Kader für die Copa América in Chile berufen. Im Freundschaftsspiel gegen die Auswahl von El Salvador am 11. September 2018 in seinem 29. Spiel das erste Tor für die Nationalmannschaft. Er erzielte in der 90. Minute den Treffer zum 5:0-Endstand. Auch bei der Copa América 2019 stand Marquinhos im Kader. Im Zuge des Titelgewinns der Mannschaft stand er in allen sechs Spielen auf dem Platz.

## Erfolge

### Nationalmannschaft
- Copa-América-Sieger: 2019
- Olympiasieger: 2016

### Vereine
International
- Champions-League-Sieger: 2025
- UEFA-Super-Cup-Sieger: 2025
- Copa-Libertadores-Sieger: 2012

Frankreich
- Meister (10): 2014, 2015, 2016, 2018, 2019, 2020, 2022, 2023, 2024, 2025
- Pokalsieger (8): 2015, 2016, 2017, 2018, 2020, 2021, 2024, 2025
- Ligapokalsieger (6): 2014, 2015, 2016, 2017, 2018, 2020
- Supercupsieger (9): 2014, 2015, 2017, 2018, 2019, 2020, 2022, 2023, 2024

## Privates
Marquinhos ist Sohn einer Lehrerin. Er besuchte in Brasilien eine Privatschule. Nachdem seine Mutter ihre Anstellung verloren hatte, konnte sich die Familie den Besuch der Schule nicht mehr leisten. Marquinhos, der zu der Zeit bereits im U-14-Nachwuchsbereich von Corinthians aktiv war, sprach den Sozialarbeiter des Klubs auf seine Situation an. Der Klub vermittelte ihm eine Privatschule in der Ostzone von São Paulo. Bedingung für das Stipendium war, dass Marquinhos auch für die Schule an Fußballwettbewerben teilnahm.
Marquinhos ist seit Juni 2016 mit der brasilianischen Sängerin und Reality-TV-Kandidatin Carol Cabrino verheiratet. Am 1. November 2017 wurde er Vater einer Tochter.